# Carton House
Carton House é uma casa de campo e domínio circundante que foi a sede ancestral dos Condes de Kildare e Duques de Leinster durante mais de 700 anos. Localizada a 23 km a oeste de Dublin, em Maynooth, Condado de Kildare, o Domínio de Carton é uma propriedade de 1.100 acres, de uma propriedade original de 70.000 acres. Durante duzentos anos, o Domínio de Carton foi o melhor exemplo na Irlanda de uma paisagem de parque criada na era georgiana. Nos anos 2000, grande parte do domínio foi reestruturado em dois campos de golfe e a casa transformada num complexo hoteleiro.

## História

### Início do Domínio de Carton

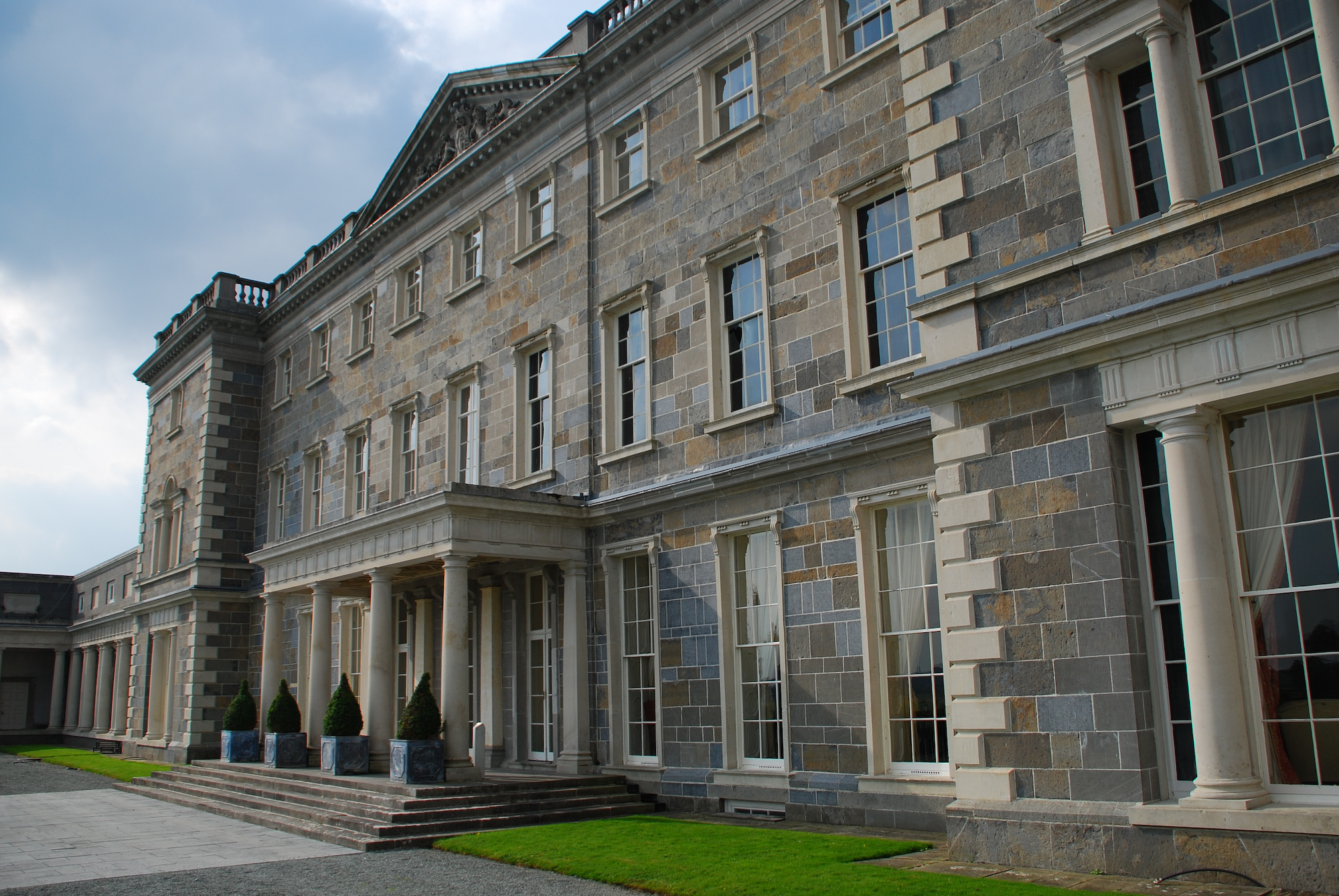
Carton House, entrada

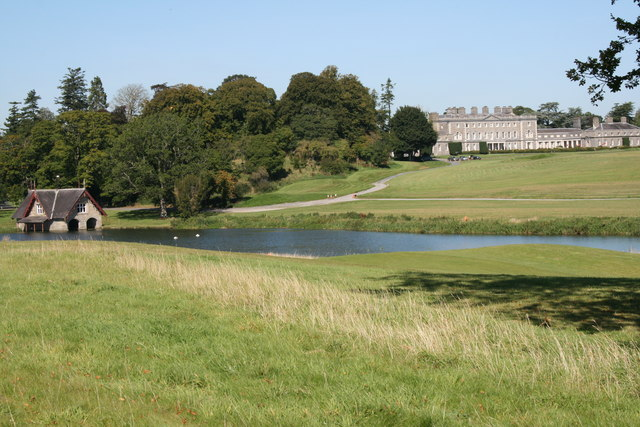
Carton House em 2009, com casa de barco

O Domínio de Carton passou a ser propriedade da família FitzGerald pouco depois que Maurice FitzGerald, Senhor de Lanstephan (c. 1105–1176), um nobre Anglo-Normando, desempenhou um papel ativo na captura de Dublin pelos normandos em 1170 e foi recompensado com a nomeação de Senhor de Maynooth, uma área cobrindo townlands que incluem Carton.
O seu filho, Gerald FitzMaurice (c. 1150–1204), tornou-se jure uxoris 1.º Barão de Offaly, e o seu descendente John, 4.º Barão de Offaly (c. 1250–1316), tornou-se o 1.º Conde de Kildare em 1315. Sob Gerald FitzGerald, 8.º Conde de Kildare (c. 1456–1513), um Deputado do Lorde da Irlanda, a família FitzGerald alcançou a preeminência como os governantes virtuais do Senhorio da Irlanda entre 1477 e 1513. O Senhorio da Irlanda foi substituído pelo Reino da Irlanda em 1542.
No entanto, o neto do 8.º Conde, Thomas FitzGerald, 10.º Conde de Kildare (1513–1537), mais conhecido na história como 'Silken Thomas', foi executado em Tyburn em fevereiro de 1537, juntamente com seus cinco tios, por liderar uma revolta contra a Coroa inglesa. 'Silken Thomas', anteriormente intitulado Senhor de Offaly, havia sucedido ao condado em dezembro de 1534. Embora os FitzGeralds tenham recuperado posteriormente suas terras e títulos, não conseguiram recuperar totalmente sua posição nas cortes irlandesa ou britânica até o século XVIII, quando Robert FitzGerald, 19.º Conde de Kildare (1675–1743) tornou-se um estadista.

### Primeira casa em Carton
O primeiro registo de uma casa em Carton remonta ao início do século XVII, quando William Talbot, Gravador de Dublin, recebeu um arrendamento das terras pelo Gerald FitzGerald, 14.º Conde de Kildare (m. fevereiro de 1612) e acredita-se que tenha construído uma casa. A casa e as terras foram confiscadas pela Coroa em 1691 e em 1703 vendidas ao Major-General Richard Ingoldsby, Mestre Geral da Artilharia.

### Início da casa atual
Em 1739, como a família Ingoldsby havia perdido a maior parte do seu dinheiro, o arrendamento foi vendido de volta ao 19.º Conde de Kildare, que contratou Richard Cassels (1690–1751) para desenhar a casa existente. Este foi o mesmo ano em que a família FitzGerald comprou Frescati House. Cassels foi também responsável por algumas outras grandiosas casas irlandesas, incluindo: Castle Hume, nas margens do Lower Lough Erne no Condado de Fermanagh; Summerhill House no Condado de Meath; Westport House no Condado de Mayo; Powerscourt House no Condado de Wicklow; e, em 1745, Kildare House (mais tarde renomeada Leinster House) em Dublin, que ele também construiu para os FitzGeralds.
Em 1747, 20.º Conde de Kildare (criado Sua Graça o 1.º Duque de Leinster em 1766) casou-se com Lady Emily Lennox, filha do 2.º Duque de Richmond e bisneta de Rei Carlos II. Lady Emily desempenhou um papel importante no desenvolvimento da casa e da propriedade como são hoje. Ela criou o Quarto Chinês (quarto da Rainha Vitória) e decorou a famosa Shell Cottage na propriedade com conchas de todo o mundo. Um de seus 23 filhos foi o famoso patriota irlandês Lorde Edward FitzGerald, um líder da rebelião de 1798.

### Século XIX

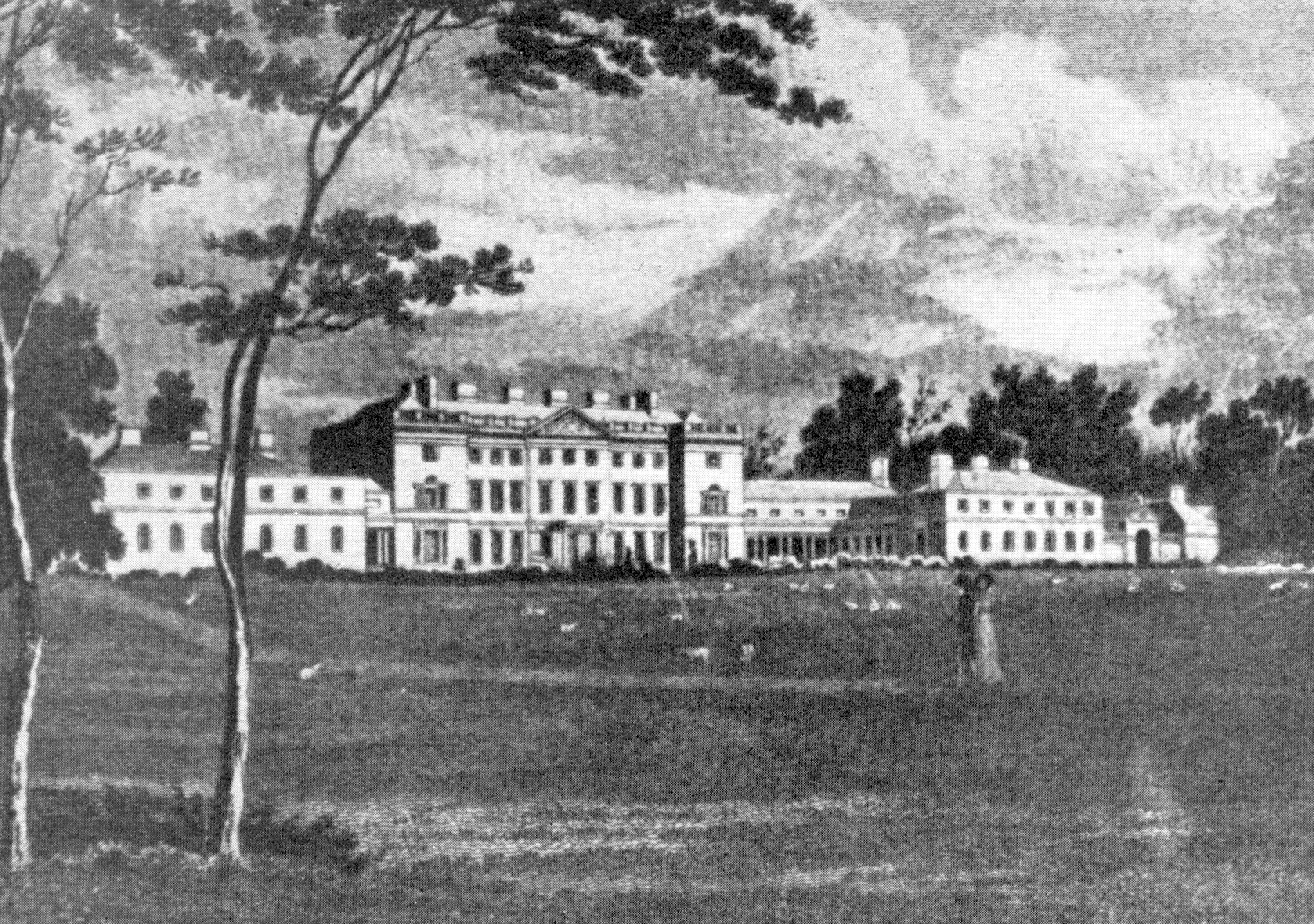
Carton House em 1824

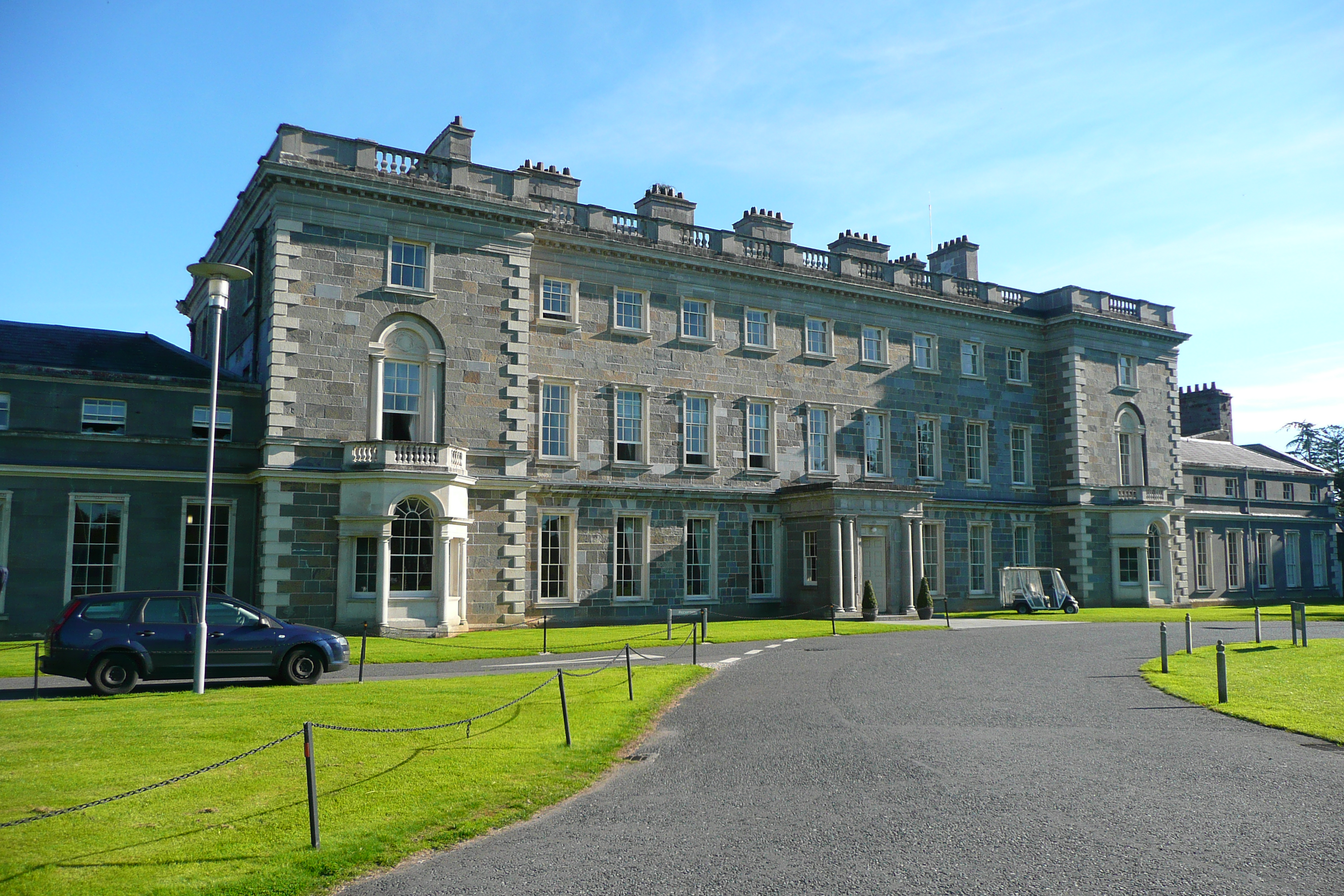
Fachada e entrada da casa

Carton permaneceu inalterada até 1815, quando Sua Graça O 3.º Duque de Leinster (1791–1874) decidiu vender Leinster House para a Dublin Society (renomeada Royal Dublin Society em 1820) e fazer de Carton a sua residência principal. Ele contratou Richard Morrison para ampliar e remodelar a casa. Morrison substituiu as colunas curvas por ligações retas para obter quartos adicionais, incluindo a famosa Sala de Jantar. Nessa altura, a entrada da casa foi movida para o lado norte.

### História do século XX e XXI

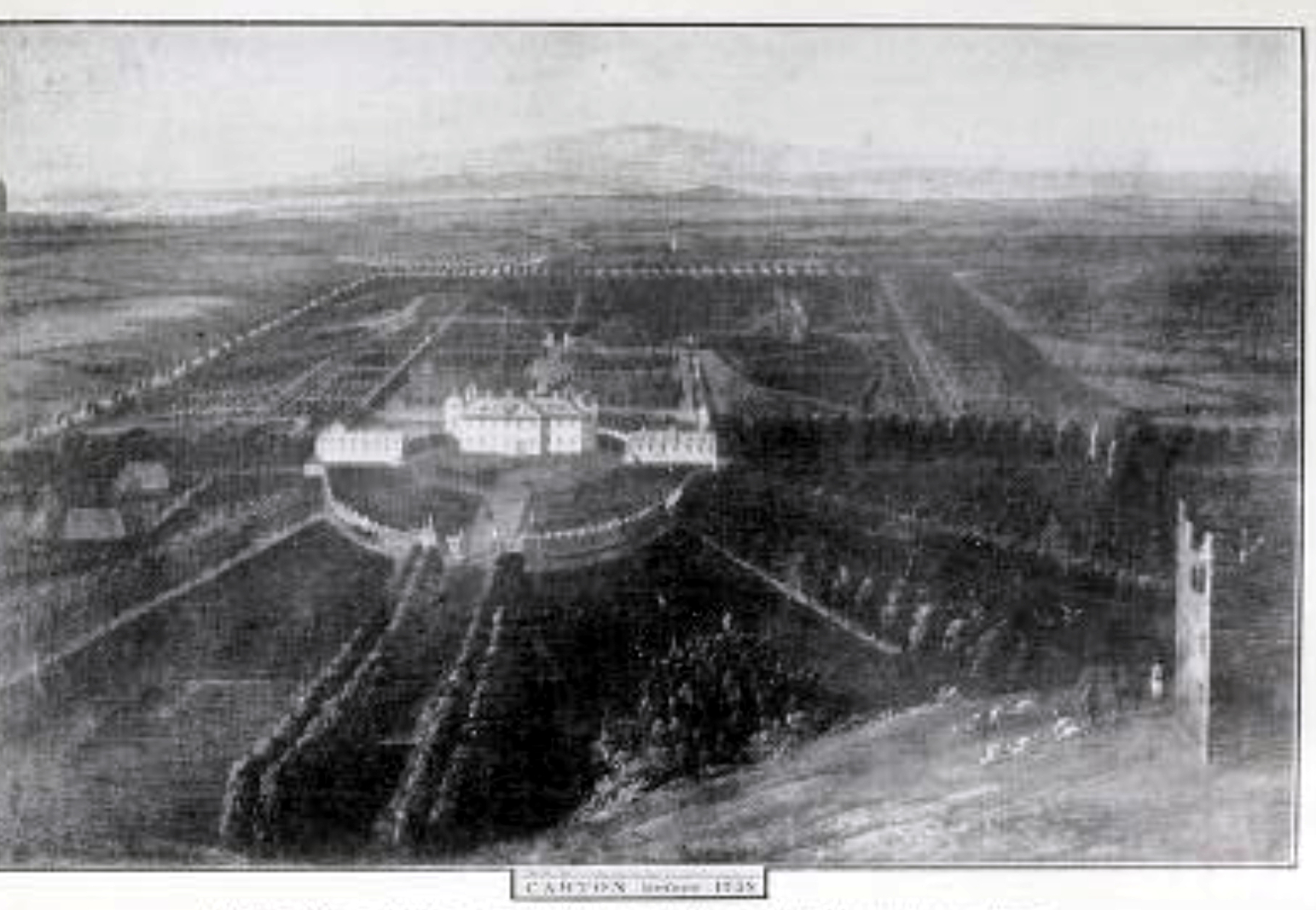
Domínio de Carton inicialmente

Carton permaneceu sob o controle dos FitzGerald até o início do século XX, quando o 7.º Duque de Leinster (1892–1976) vendeu o seu interesse vitalício a um agiota, Sir Harry Mallaby-Deeley, para pagar dívidas de jogo de £67,500. O 7.º Duque, que era conhecido como Lord Edward FitzGerald até herdar o ducado em fevereiro de 1922, era originalmente o terceiro na linha de sucessão, por isso não pensava que algum dia herdaria. No entanto, ambos os seus irmãos mais velhos eram solteiros e faleceram antes dele.
Seu irmão mais velho era o 6.º Duque de Leinster (1887–1922), que tinha sucedido como criança ao ducado e propriedades em dezembro de 1893, mas que sofria de sérios problemas psiquiátricos; o 6.º Duque viveu de 1907 até a sua morte em fevereiro de 1922 numa casa nos terrenos do Craig House Hospital Psiquiátrico em Edimburgo. O outro irmão mais velho de Lord Edward era o Major Lord Desmond FitzGerald (1888–1916), um oficial da Guarda Irlandesa que foi acidentalmente morto durante uma demonstração de granadas em Calais durante a Primeira Guerra Mundial. Assim, Lord Edward herdou o ducado e o que restou do Carton Estate em fevereiro de 1922, tornando-se o 7.º Duque. Desta forma, grande parte do Carton Estate foi perdida para a dinastia FitzGerald. Carton House e o que restou do Carton Estate foram finalmente vendidos pelo 7.º Duque de Leinster e seu filho, o então Marquês de Kildare (1914–2004), no final da década de 1940.
Alegadamente, em 1923, uma unidade local do IRA foi a Carton com a intenção de queimá-la. No entanto, foram impedidos quando um membro da família FitzGerald trouxe uma grande pintura de Lorde Edward FitzGerald até à porta e destacou que estariam a queimar a casa de um patriota irlandês reverenciado.
Durante a Segunda Guerra Mundial, Carton House foi ocupada pelo Exército Irlandês, que utilizou o edifício como sede da 2.ª Divisão de Infantaria.
Em 1949, a casa foi comprada pelo 2.º Barão Brocket (1904–1967), um multimilionário Tory e empresário e membro, por descendência, da antiga família Ulster de Ó Catháin (O'Cahan ou O'Kane), cuja residência principal era Brocket Hall em Hertfordshire, Inglaterra. Lord Brocket legou Carton ao seu filho mais novo, The Hon. David Nall-Cain que, tendo-se mudado para a Ilha de Man, vendeu a casa em 1977 para a família Mallaghan.
Em 2017, a família Mallaghan vendeu Carton House a John Mullen por €57 milhões.

### Decisão do governo de não comprar a propriedade
De 1977 a 2017, Carton House e Demesne foram propriedade da família Mallaghan, e nas décadas de 1980 e 1990, o Governo Irlandês enfrentou pressão pública e política para comprar a casa e os seus terrenos, mas decidiu não fazê-lo.

### Casa como cenário de filmes
A casa foi utilizada como locação de filme por muitos cineastas e emissoras. Dois dos filmes feitos lá foram Barry Lyndon de Stanley Kubrick em 1975 e The Big Red One em 1980. Eles contaram com Ryan O'Neal (como um aventureiro irlandês do século XVIII, com uma trilha sonora de The Chieftains) e Lee Marvin, respetivamente. O filme Leap Year, estrelado por Amy Adams, Matthew Goode, e Adam Scott, filmou algumas cenas em Carton durante 2009.
O diretor Blake Edwards e a atriz Julie Andrews viveram em Carton House durante o verão e o outono de 1969 enquanto filmavam o filme Darling Lili (1970). Rock Hudson, coestrela de Andrews, também viveu nos terrenos durante as filmagens. A própria casa foi usada no filme em várias cenas internas e externas.
No início do século XXI, Carton House foi usada como localização para o drama irlandês Love/Hate.

### Conversão em resort
Em 2000, Carton foi reestruturado como um "resort e hotel de golfe de primeira linha", uma ação condenada por grupos de património, incluindo An Taisce, e criticada no Seanad Éireann (o Senado Irlandês) pelo Senador David Norris. Um hotel foi adicionado à casa principal, alterando-a drasticamente, enquanto os terrenos do século XVIII foram convertidos em dois campos de golfe.

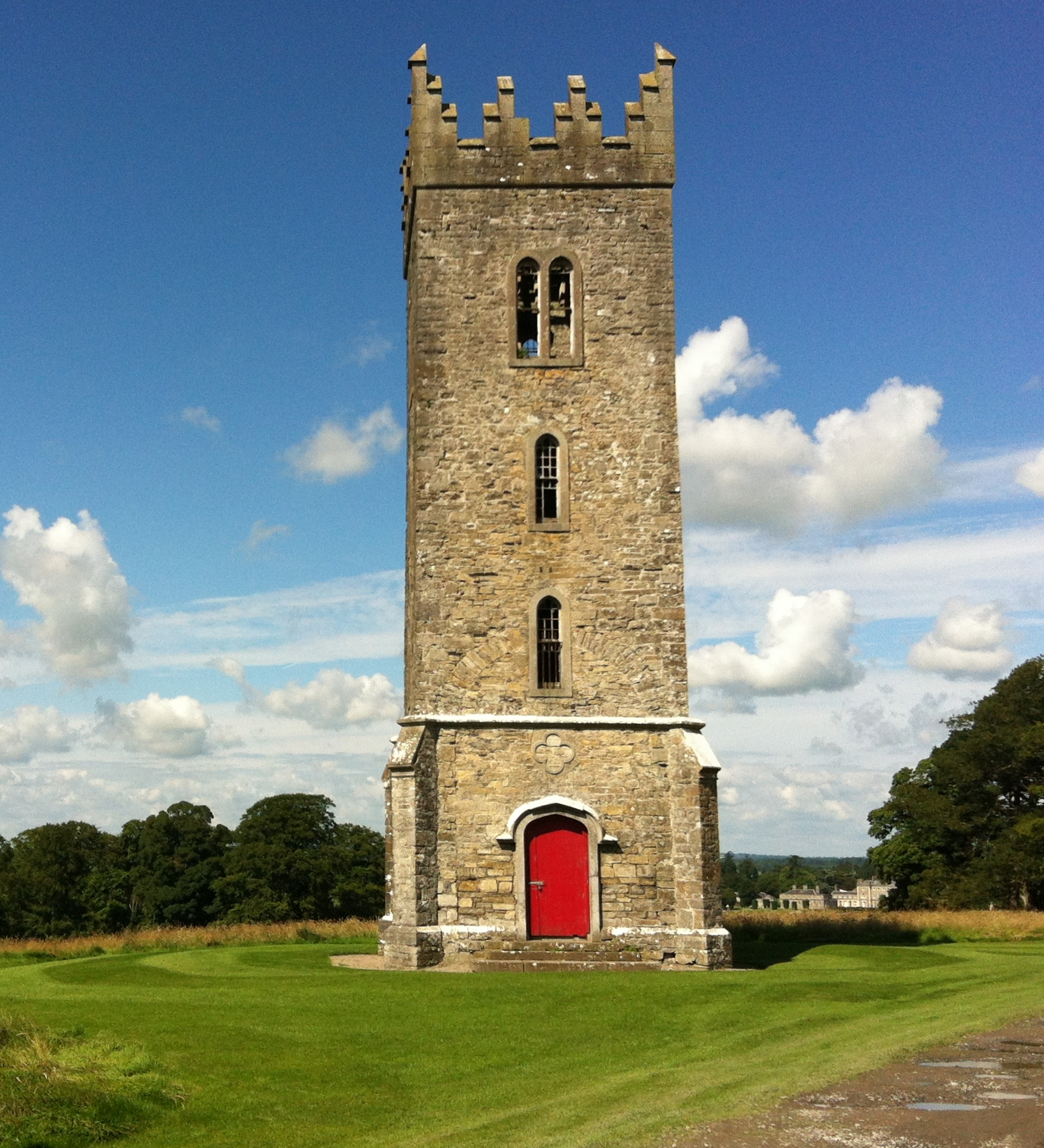
Torre Tyrconnell, Propriedade de Carton.

## Terrenos

### Torre Tyrconnell
Supostamente originalmente construída por Richard Talbot, 1.º Conde de Tyrconnell, e destinada ao seu mausoléu. O seu nome oficial é The Prospect Tower.

### Shell Cottage
A Shell Cottage é uma casa que outrora tinha um telhado de colmo e é decorada dentro e fora com conchas do mar. Foi construída para Emily FitzGerald, Duquesa de Leinster (1731–1814), esposa de James FitzGerald, 1.º Duque de Leinster. A cottage foi o lar da cantora, compositora e atriz Marianne Faithfull desde o final dos anos 1980 e durante os anos 1990.

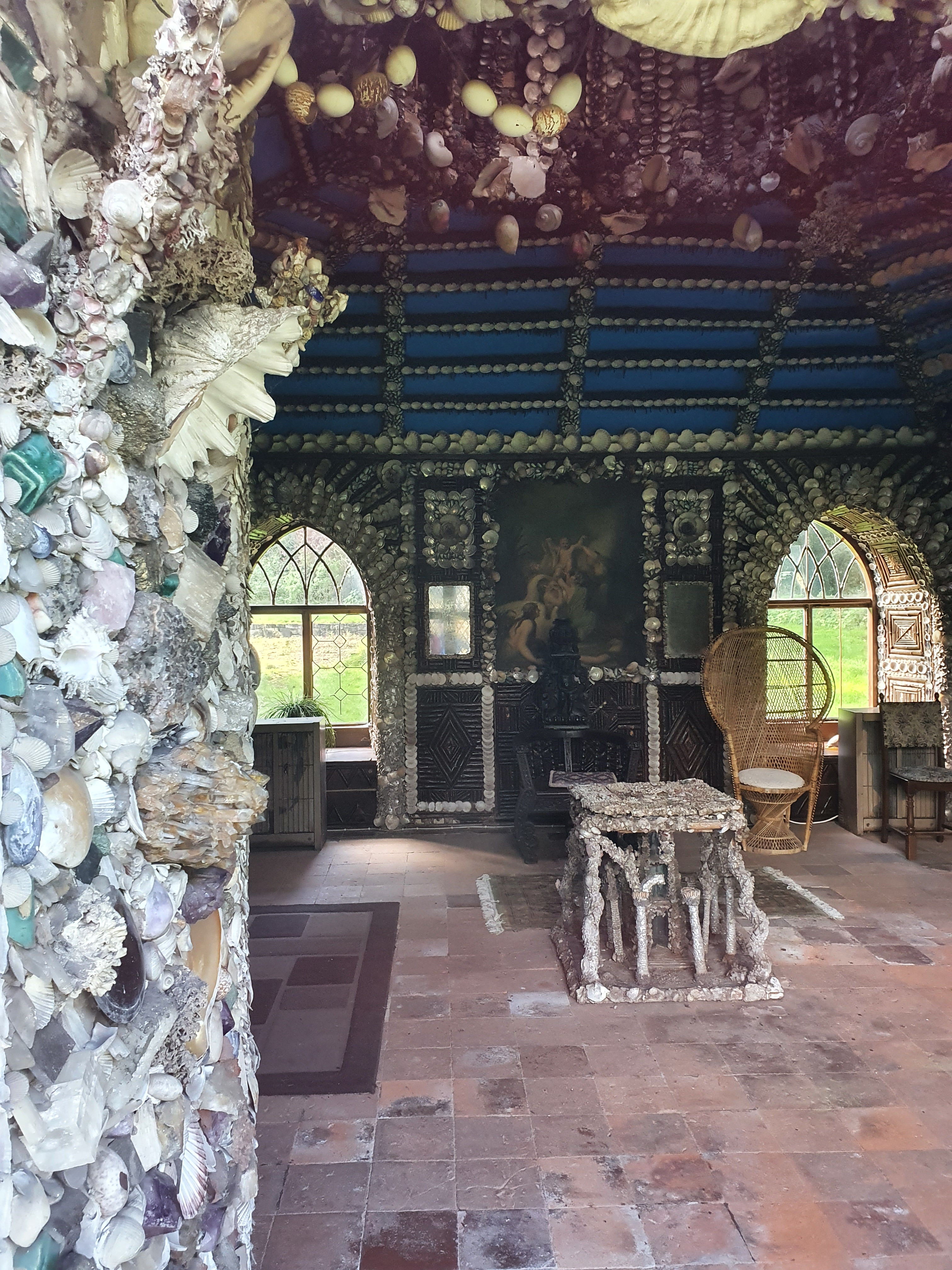
Interior da Shell Cottage em Carton House

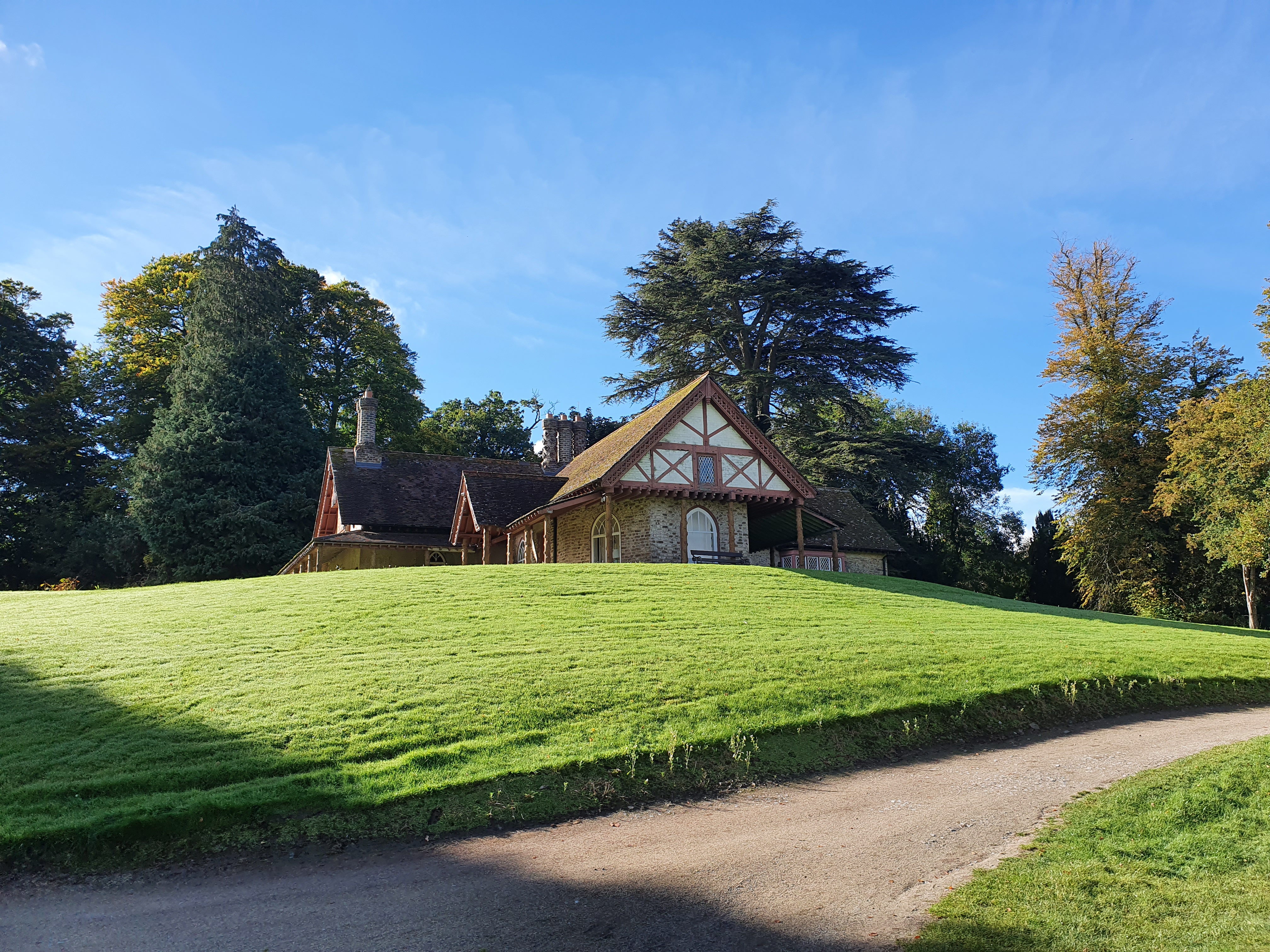
Vista exterior da Shell Cottage

## Desportos

### Golfe
O Carton House Golf Club tem dois campos, um projetado por Mark O'Meara e inaugurado em 2002, e o outro projetado por Colin Montgomerie e inaugurado em 2003. O primeiro é um campo de parque, utilizando as terras onduladas da propriedade, bem como as águas do Rio Rye, enquanto o segundo é um links interior e apresenta bunkers altos, "greens rápidos" e fairways estreitos.
Carton House foi o local do Tour Europeu Nissan Irish Open em 2005 e 2006, tendo anteriormente sediado o Campeonato Aberto AIB Amateur em 2004 e 2005. Em 2006, Carton House foi o primeiro clube de golfe irlandês a ser premiado com o prémio ambiental 'Comprometido com o Verde' pela International Committed to Green Foundation, e o European Golf Resort of the Year 2008 pela International Association of Golf Tour Operators. O Irish Open de 2013 foi realizado no Campo Montgomerie em Carton House (27–30 de junho). O vencedor foi o inglês Paul Casey com um −5 (67) no dia final, incluindo um eagle no último buraco para um total de −14, ganhando por 3.

#### Golfe na Irlanda
Em 2020, Golf Ireland foi estabelecido como o único órgão governamental para o golfe na Irlanda pela fusão do Golfing Union of Ireland (ou GUI; a associação masculina fundada em 1891) e Irish Ladies Golf Union (ou ILGU; a associação feminina fundada em 1893). O GUI tinha a sua sede nacional no Domínio de Carton, que também compreendia a Academia Nacional do GUI, uma 22
-acre(s) (89 000 m2) instalação de ensino para golfistas em ascensão, além de ser uma instalação disponível para todos os golfistas na Irlanda.

### Rugby
A IRFU utilizou a casa e o seu domínio para formação e como base da equipa desde 2010.

### Futebol
Várias equipas de futebol vêm a Carton House para treino de pré-temporada. Newcastle United F.C. foi a primeira equipa a treinar nas instalações do Platinum One group. Real Madrid foi a segunda equipa a ir a Carton House em 2009. Shamrock Rovers F.C. também treinou lá antes da temporada de 2010. Chelsea F.C. e Birmingham City F.C. treinaram nas instalações. Foi visitada pela seleção brasileira durante 2008. Em julho de 2010, Wolverhampton Wanderers realizou um campo de treino de uma semana. Durante uma entrevista para a TV irlandesa, o treinador dos Wolves Mick McCarthy afirmou que Middlesbrough FC estaria lá mais tarde. Em julho de 2013, o Birmingham City F.C. realizou um campo de treino de uma semana. Em 2016, Newcastle United F.C. passou uma semana em Carton House durante a pré-temporada, e voltou para mais uma semana em 2017 e 2018. Burnley FC também visitou durante a pré-temporada de 2017.

### GAA
Dublin GAA utilizou o Domínio de Carton para treino durante o verão de 2009.

## Links externos
- Carton House Luxury Hotel & Spa Resort Irlanda
- A Coleção Carton na Biblioteca do Trinity College Dublin